# Sadocus funestis
Sadocus funestis is een hooiwagen uit de familie Gonyleptidae.